# Илия (Матвеев)
Архимандрит Илия (в миру Иван Никитич Матвеев; 1790—1839) — один из деятельных миссионеров пермского и тобольского (с 1837) края.

## Биография
Родился в семье причетника 18 (29) августа 1790 года в селе Рождественском Пермской губернии.
По окончании в 1807 года Пермской духовной семинарии, поступил учителем русской грамматики, риторики и истории в горную школу на Юговском казённом заводе; с 27 июля 1809 года служил священником в Юговском соборе, а в 1815 году был перемещён соборным иереем в Пермь и назначен законоучителем местной гимназии; с 1818 года преподавал словесность в семинарии. Состоял членом консистории и попечительства о бедных духовного звания. В 1830 году он был назначен миссионером для «обращения раскольников».
10 февраля 1832 года был пострижен в монашество с именем Илия, произведён в игумена и настоятеля Соликамского Истобинского Троицкого монастыря, с 1834 года — архимандрит. Многих из раскольников он вернул в православие, как искусными спорами, основываясь в состязаниях с ними на тех книгах, которые в их среде пользовались уважением, так и благодаря своим личным качествам.
Умер 2 (14) ноября 1839 года. Похоронен на архиерейском кладбище в Перми.